# Козеницький повіт
Козеницький повіт (пол. powiat kozienicki) — один з 37 земських повітів Мазовецького воєводства Польщі.
Утворений 1 січня 1999 року в результаті адміністративної реформи.

## Загальні дані
Повіт знаходиться у південній частині воєводства.
Адміністративний центр — місто Козеніце.
Станом на 1.01.2008 населення становить 61 433 осіб, площа 916,1 км².

## Демографія
Демографічні дані повіту станом на 31 grudnia.2005:
|       | Всього | Всього | Жінки  | Жінки | Чоловіки | Чоловіки |
| ----- | ------ | ------ | ------ | ----- | -------- | -------- |
|       | осіб   | %      | осіб   | %     | осіб     | %        |
| Повіт | 61 768 | 100    | 31 162 | 50,4  | 30 606   | 49,6     |
| Міста | 18 602 | 100    | 9598   | 51,6  | 9004     | 48,4     |
| Села  | 43 166 | 100    | 21 564 | 50    | 21 602   | 50       |